# Андреев, Борис Васильевич
Борис Васильевич Андреев (21 января 1906, Москва — 9 марта 1987, Москва) — советский спортсмен-стрелок из армейской, боевой крупнокалиберной и произвольной малокалиберной винтовок. Заслуженный мастер спорта СССР (1946). Судья всесоюзной категории (1939).
Андреев — старейший по дате рождения призёр Олимпийских игр в истории советского спорта.

## Биография
Родился 21 января 1906 в Москве. С юных лет увлекался стрелковым спортом.
С 1926 года занимался в стрелковых кружках «Осоавиахима» (1926—1929, 1932—1940) и московского «Динамо» (1929—1932).
В 1933 году поступил в Военную академию химической защиты. В академии стал тренироваться в стрелковой секции ЦДКА под руководством тренеров П. Д. Пономарёва и А. А. Бурденко. Спортивный талант, высокая дисциплинированность, редкое трудолюбие помогли Андрееву добиться высоких результатов и войти в состав сборной команды советских стрелков.
В 1936 году он участвовал в традиционных соревнованиях Британского клуба любителей малокалиберной стрельбы, где вместе с М. П. Фёдоровым продемонстрировал великолепное спортивное мастерство. В том же году на всеармейском чемпионате в Киеве он завоевал несколько первых мест и обновил пять армейских рекордов.
В 1940—1945 гг Андреев выступал за спортивный клуб «Спартак» (Москва).
В 1945—1956 гг. он выступал за Вооружённые Силы (ЦСКА).
Сорок четыре рекорда СССР и несколько мировых установил знаменитый спортсмен Б. В. Андреев.
Многократный чемпион Советского Союза (1929, 1930, 1933, 1946, 1948, 1951—1953), участник многих международных соревнований. Обладатель двух олимпийских медалей: серебряный призёр Олимпийских игр 1952 года (Хельсинки) в стрельбе из малокалиберной винтовки лежа (400 очков) и бронзовый призёр той же Олимпиады в стрельбе 3X40 выстрелов из малокалиберной винтовки (1163 очка).
Заслуженный мастер спорта подполковник Борис Васильевич Андреев почти сорок лет не расставался со спортивным оружием, из них двадцать — выступал за сборную команду страны.
За свою многолетнюю спортивную карьеру Андреев был награждён в общей сложности 116-ю призовыми медалями и жетонами.
Скончался 9 марта 1987 года в Москве.

## Награды
- Орден Ленина
- Орден Красного Знамени
- Орден Красной Звезды
- Медаль «За трудовую доблесть» (27.04.1957) — «за успехи, достигнутые в деле развития массового физкультурного движения в стране, повышения мастерства советских спортсменов, и успешное выступление на международных соревнованиях»